# Тілесні покарання

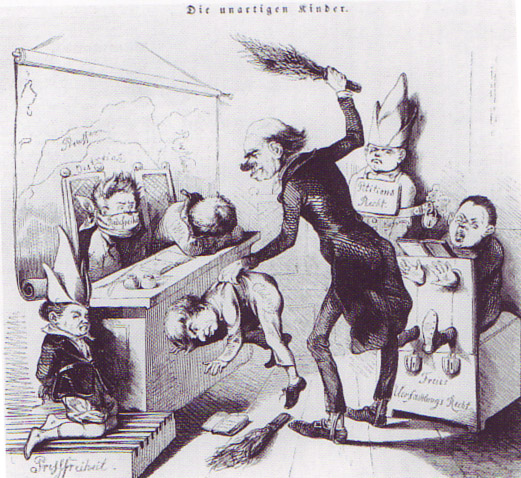
Карикатура 19 століття на тілесні покарання учнів

Тілесні покарання — один з найстародавніших (разом із стратою) заходів покарання, що полягає в спричиненні караній особі фізичного болю або каліцтва (відсікання рук, ніг, відрізування язика, виривання ніздрів, таврування тощо).
Майже всі покарання в колишні часи здійснювалися публічно з виховною метою, щоб, дивлячись на муки злочинців, іншим не кортіло скоювати злочини. Особливо масового характеру застосування тілесних покарань набуло в період феодалізму.
З кінця XVIII століття країни Європи під впливом ідей Просвітництва стали одна за одною скасовувати цей вид покарання. Першою це зробила Франція в карному кодексі 1791 року (проте остаточно тільки в 1881 році).

## Тілесні покарання в Російській імперії
У Російській імперії застосовувалися такі види тілесних покарань:
- різки, як покарання для селян за вироками волосних судів, бродяг і засланців, і як виправна міра для ремісничих учнів;
- батоги, приковування до тачок, окови і гоління голови для каторжних, засланців і поселенців.

12 червня 1903 року тілесні покарання для каторжних і засланців скасовано. 24 серпня 1904 року скасовано тілесні покарання для селян і малолітніх ремісників, 30 червня 1904 року скасовано тілесні покарання в армії і флоті. Тілесні покарання замінюються іншими покараннями: одиночним ув'язненням, карцером і іншими. Окови, як запобіжний захід, залишилися.

## Тілесні покарання в сучасному світі
В даний час законодавці більшості країн розглядають тілесні покарання в будь-якій формі такі, що протирічать положенням Загальної декларації прав людини 1948 року і Міжнародного пакту про цивільні і політичні права 1966 року, які, зокрема, забороняють тортури і жорстокі, нелюдяні або такі, що принижують гідність людини покарання.
У той час в сучасному світі існують дві групи країн, які зберігають в своєму кримінальному законодавстві даний вид покарання:
- Найбільше значення тілесні покарання зберігають в тих країнах, де як джерело кримінального права діє мусульманське право (Афганістан, Бахрейн, Іран, Ємен, Лівія, Мавританія, Малайзія, північні штати Нігерії, ОАЕ, Оман, Саудівська Аравія, Судан, Пакистан і ін.). При цьому в більшості вказаних країн передбачені не тільки болючі (биття батогами), але і членоушкодницькі види покарання;
- Крім мусульманських країн тілесні покарання як і раніше передбачені кримінальним законодавством багатьох держав — колишніх англійських колоній (Бангладеш, Бруней, Зімбабве, Канада, Малайзія, Нігерія, Сінгапур, Танзанія, Тонга, Шрі-Ланка і ін.), де вони застосовуються в основному у вигляді прочуханки.

В даний час тілесні покарання застосовуються в школах в деяких штатах США і в деяких приватних школах Великої Британії.